# Méry-Corbon
Méry-Corbon település Franciaországban, Calvados megyében. Lakosainak száma 917 fő (2018. január 1.). Méry-Corbon Bissières, Cléville, Croissanville, Hotot-en-Auge, Magny-le-Freule és Biéville-Quétiéville községekkel határos.

## Népesség
A település népességének változása:
| Lakosok száma | 556  | 587  | 621  | 835  | 814  | 1012 | 1023 | 1133 | 929  | 917  |
|               | 1968 | 1975 | 1982 | 1999 | 2006 | 2011 | 2013 | 2016 | 2017 | 2018 |